# Sjóvar
Sjóvar est une commune des îles Féroé. Elle regroupe les villages de Strendur (le plus peuplé), Innan Glyvur, Selatrað, Morskranes et Kolbanargjógv. Elle est représentée par un conseil de 7 personnes. Depuis 2009, le maire est Arthur Johansen, membre du Parti social-démocrate des îles Féroé le Javnaðarflokkurin.

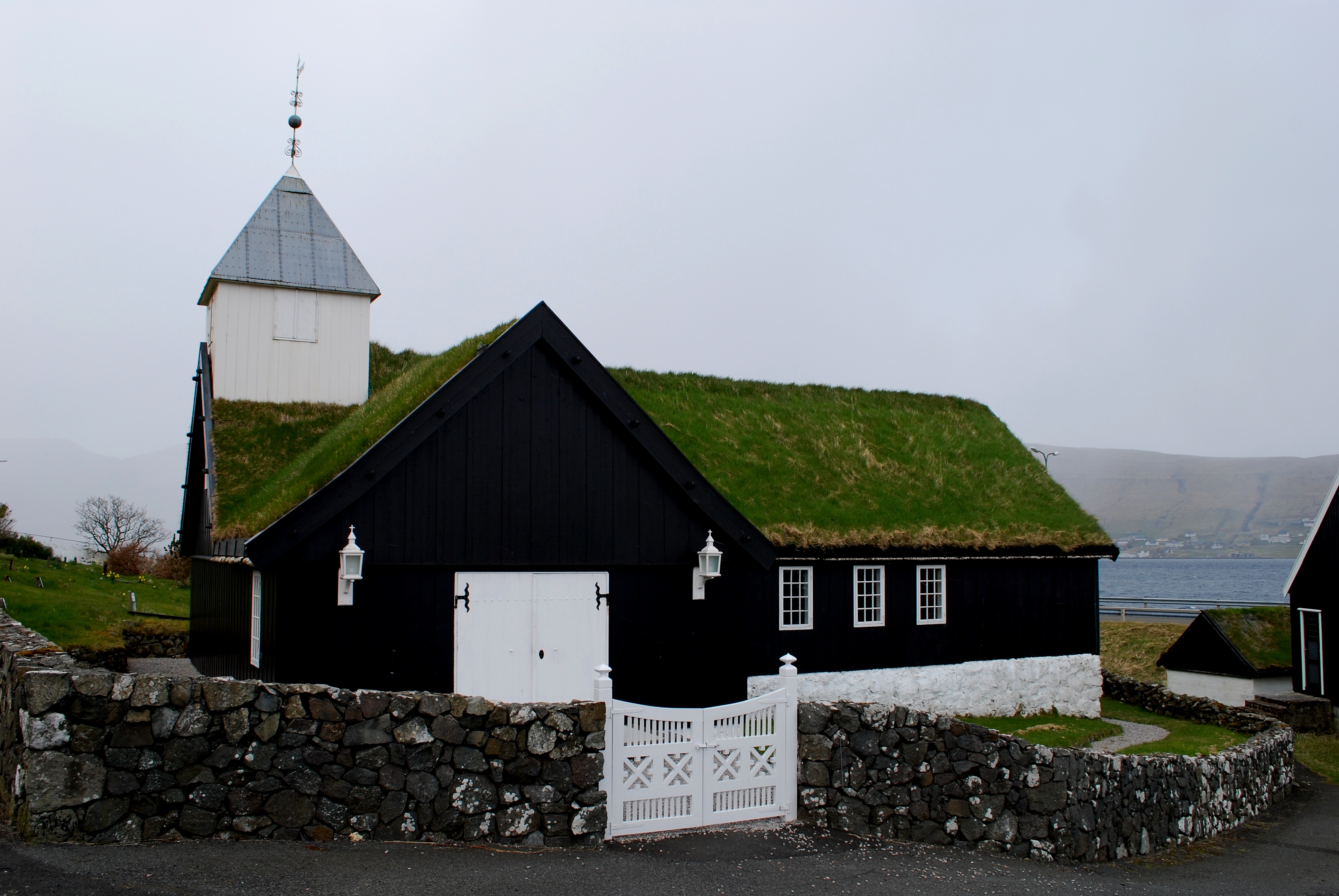
Église de Sjóvar

La commune connaît une population d'environ 960 habitants en 2011, soit 45 habitants de moins par rapport à 2010. La municipalité compte 5 villages.
| Village       | Habitants |
| ------------- | --------- |
| Innan Glyvur  | 72        |
| Kolbanargjógv | 38        |
| Morskranes    | 27        |
| Selatrað      | 38        |
| Strendur      | 785       |
| Total         | 960       |